# Hampton (Iowa)
Hampton és una població dels Estats Units a l'estat d'Iowa. Segons el cens del 2000 tenia 4.218 habitants.

## Demografia
Segons el cens del 2000, Hampton tenia 4.218 habitants, 1.766 habitatges, i 1.110 famílies. La densitat de població era de 380,5 habitants/km².
Dels 1.766 habitatges en un 28% hi vivien nens de menys de 18 anys, en un 50,8% hi vivien parelles casades, en un 8,4% dones solteres, i en un 37,1% no eren unitats familiars. En el 32,4% dels habitatges hi vivien persones soles el 18,6% de les quals corresponia a persones de 65 anys o més que vivien soles. El nombre mitjà de persones vivint en cada habitatge era de 2,3 i el nombre mitjà de persones que vivien en cada família era de 2,89.
Per edats la població es repartia de la següent manera: un 23,2% tenia menys de 18 anys, un 8,3% entre 18 i 24, un 24,3% entre 25 i 44, un 22,1% de 45 a 60 i un 22,1% 65 anys o més.
L'edat mediana era de 41 anys. Per cada 100 dones de 18 o més anys hi havia 88,1 homes.
La renda mediana per habitatge era de 33.005 $ i la renda mediana per família de 45.391 $. Els homes tenien una renda mediana de 29.706 $ mentre que les dones 20.909 $. La renda per capita de la població era de 19.907 $. Entorn del 7% de les famílies i el 9,4% de la població estaven per davall del llindar de pobresa.

## Poblacions més properes
El següent diagrama mostra les poblacions més properes.